# 卡梅隆·伯埃斯
卡梅隆·米卡·伯埃斯（英語：Cameron Mica Boyce，1999年5月28日—2019年7月6日），是一名美國演員和舞者。首次在迪斯可瘪三的音樂錄影帶中出现后，於2008年在电影《鬼镜》中以演员的身份出道。隨後，伯埃斯於2011年至2015年在迪士尼频道的喜劇系列《小潔的保姆日記》飾演盧克羅斯。他還主演了剧情长片《鷹眼》、《亚当等大人》、《亞當等大人2》。他也因在迪士尼頻道三部原創電影饰演卡洛斯的角色，星光继承者、星光继承者2、星光继承者3在迪士尼XD系列《遊戲玩家的指南非常重要》中擔任康納的角色而聞名。伯埃斯還為各種作品担任过配音工作，例如杰克与梦幻岛海盗的傑克和蜘蛛侠的Herman Schultz。2019年7月6日，伯埃斯在睡梦中因癫痫症发作而逝世，年仅20岁。

## 生平
他演出的作品包括《鬼鏡》、《鷹眼》、《朋友與家庭》、《亞當等大人》等電影。他最著名的作品是《小潔的保姆日記》，也有演出《星光繼承者》、《全院警戒》、《星光繼承者2》、《星光繼承者3》，等影集與原創電影。
2019年7月6日，伯埃斯在睡夢中癲癇發作而過世，年僅20歲。